# Problema del lenguaje religioso
El problema del lenguaje religioso considera si es posible hablar acerca de Dios significativamente si se aceptan las concepciones tradicionales de Dios como un ser incorpóreo, infinito, e intemporal. Debido a que estas concepciones tradicionales de Dios hacen difícil describir a Dios, el lenguaje religioso tiene el potencial de carecer de sentido. Teorías del lenguaje religioso intentan demostrar que tal lenguaje carece de sentido, o que el lenguaje religioso aún puede tener sentido.
Tradicionalmente, el lenguaje religioso ha sido explicado como teología negativa, analogía, simbolismo, o mito, cada uno de los cuales describen una manera de hablar sobre Dios en términos humanos. La teología negativa es una manera de referirse a Dios según lo que Dios no es; la analogía utiliza cualidades humanas como estándares contra los cuales comparar cualidades divinas; el simbolismo es utilizado no-literalmente para describir experiencias que de otra manera serían indescriptibles; y una interpretación mitológica de la religión intenta revelar verdades fundamentales detrás de historias religiosas. Las explicaciones alternativas del lenguaje religioso lo muestran teniendo funciones políticas, performativas o imperativas.
El requisito del empirista David Hume de que afirmaciones sobre la realidad deben ser verificadas por la evidencia influyeron el movimiento neopositivista, particularmente al filósofo Alfred Jules Ayer. El movimiento propuso que, para que una declaración tenga sentido,  debe ser posible verificar su veracidad empíricamente – con evidencia de los sentidos. Consiguientemente, los positivistas lógicos argumentaron que el lenguaje religioso debe carecer de sentido porque las proposiciones que hace son imposibles de verificar. El filósofo austriaco Ludwig Wittgenstein ha sido considerado como un positivista lógico por algunos académicos porque distinguió entre las cosas de las que puede y no puede hablarse; otros han argumentado que él no puede haber sido un positivista lógico porque enfatizó la importancia del misticismo. El filósofo británico Antony Flew propuso un reto similar basado en el principio de que, con tal de que las aserciones de la creencia religiosa no puedan ser empíricamente falsificadas, las declaraciones religiosas dejan de tener sentido.
La analogía de juegos– más comúnmente asociada con Ludwig Wittgenstein – ha sido propuesta como una manera de establecer significado en el lenguaje religioso. La teoría afirma que el lenguaje tiene que ser entendido en términos de un juego: así como cada juego tiene sus reglas propias que determinan qué puede y no puede ser hecho, cada contexto del lenguaje tiene sus reglas propias que determinan qué tiene y no tiene sentido. La religión está clasificada como un posible y legítimo lenguaje que tiene sentido dentro de su contexto propio. Varias parábolas también han sido propuestas para solucionar el problema del significado en el lenguaje religioso. R. M. Hare utilizó su parábola de un lunático para introducir el concepto de "bliks" – creencias incapaces de ser falsificadas según las cuales una visión global es establecida – los cuales no son necesariamente carentes de sentido. Basil Mitchell utilizó una parábola para mostrar que la fe puede ser lógica, incluso si parece no verificable. John Hick utilizó su parábola de la Ciudad Celestial para proponer su teoría de la verificación escatológica, el punto de vista de que si hay vida después de la muerte, entonces las declaraciones religiosas serán verificables después de la muerte.

## Problema del lenguaje religioso
El lenguaje religioso es un problema filosófico que surge de las dificultades en describir con exactitud a Dios. Ya que Dios es generalmente concebido como incorpóreo, infinito, e intemporal, el lenguaje ordinario no puede siempre aplicarse a esa entidad. Esto hace que hablar sobre o atribuirle propiedades a Dios sea difícil: un creyente religioso podría simultáneamente desear describir Dios como bueno, pero aun así sostener que la bondad de Dios es única y no puede ser articulada por el lenguaje humano de la bondad. Esto plantea el problema de cómo (y si) se puede hablar en lo absoluto sobre Dios de manera significativa, lo cual causa problemas para la creencia religiosa ya que la capacidad de describir y hablar sobre Dios es importante en la vida religiosa. La filósofa francesa Simone Weil expresó este problema en su trabajo Esperando a Dios, en el cual perfiló su dilema: ella estaba simultáneamente segura del amor de Dios y consciente de que no podía describirle adecuadamente.
La doctrina medieval de la simplicidad divina también posa problemas para el lenguaje religioso. Esto sugiere que Dios no tiene propiedades accidentales – estas son propiedades que un ser puede tener las cuales no contribuyen a su esencia. Si Dios no tiene propiedades accidentales, no puede ser como es tradicionalmente concebido, porque tales propiedades como la bondad son accidentales. Si la simplicidad divina es aceptada, entonces describir a Dios como bueno implicaría que la bondad y Dios tienen la misma definición. Tales límites también pueden ser problemáticos para los creyentes religiosos; por ejemplo, la Biblia regularmente adscribe emociones diferentes a Dios, adscripciones que serían improbables según la doctrina de la simplicidad divina.
La teóloga Sallie McFague cree que el problema más reciente del lenguaje religioso está basado en la experiencia individual, a causa de la incrementada secularización de la sociedad. Ella nota que la experiencia humana es más de este mundo que los encuentros regulares con lo divino, lo cual hace que la experiencia de Dios sea poco común y potencialmente innecesaria. Debido a esto, ella argumenta, que el lenguaje religioso es tanto idólatra porque falla en expresar suficiente asombro a Dios, e irrelevante porque sin palabras adecuadas se convierte en algo carente de sentido.

## Entendimiento clásico del lenguaje religioso

### Teología negativa

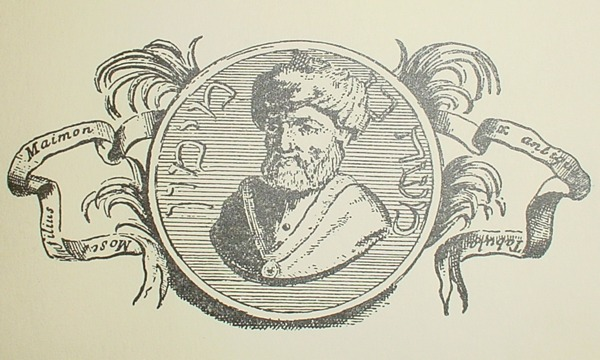
Representación del de Maimonides, quien desarrolló la teología negativa

El filósofo judío Maimonides creía que a Dios solo podían adscribirle atributos negativos, un punto de vista basado en dos creencias fundamentales Judías: que la existencia de Dios debe ser aceptada, y que está prohibido describir a Dios. Maimonides creía que dios era simple y por lo tanto no se le podía adscribir ningún atributo esencial. Él por lo tanto argumentó que las declaraciones sobre Dios debían ser tomadas negativamente, por ejemplo, "Dios vive" debería ser tomado como "Dios no carece de vitalidad". Maimonides no creía que Dios sostenía todos sus atributos perfectamente y sin impedimento; en vez, propuso que Dios se encuentra fuera de cualquier medida humana. Decir que Dios es poderoso, por ejemplo, significaría que el poder de Dios está más allá del poder terrestre, y es incomparable a cualquier otro poder. Al hacer esto, Maimonides intentó ilustrar la naturaleza indescriptible de Dios y llevar atención a los límites lingüísticos de describir a Dios.

### Analogía
Tomás de Aquino argumentó que las declaraciones sobre Dios son análogas a la experiencia humana. Un término análogo es parte unívoco (tiene un solo significado) y parte equívoco (tiene potencialmente más de un significado) porque la analogía es en algunas maneras la misma y en algunas maneras diferente del sujeto. Él propuso que aquellas cualidades divinas que se parecen a las cualidades humanas son descritas análogamente, en referencia a términos humanos; por ejemplo, cuando Dios es descrito como bueno, no significa que Dios es bueno en términos humanos, pero que la bondad humana es utilizada como una referencia para describir la bondad de Dios.
El filósofo Taede Smedes argumentó que el lenguaje religioso es simbólico. Negando cualquier conflicto entre la ciencia y la religión, él propuso que 'creer' significa aceptar una convicción (que Dios existe, en el contexto del Cristianismo), lo cual es diferente de 'conocer', lo cual solo ocurre una vez que algo está comprobado. Así, de acuerdo a Smedes, nosotros creemos cosas en las cuales no estamos seguros de conocer. Smedes argumentó que, en vez de ser parte del mundo, Dios está tan alejado del mundo que no pueden haber estándares comunes para los cuales tanto Dios como el mundo puedan ser comparados. Él argumenta que las personas aún pueden creer en Dios, aun cuando él no puede ser comparado con nada en el mundo, porque la creencia en Dios es solo una manera alternativa de ver ese mundo (él compara esto a dos personas viendo una pintura diferentemente). Smedes afirma que no debe haber razón para buscar un significado detrás de nuestras metáforas y símbolos de Dios porque las metáforas son lo único que tenemos de Dios. Él sugiere que solo podemos hablar de Dios pro nobis (por nosotros) y no in se (como tal) o sine nobis (sin nosotros). El punto, argumenta, no es que nuestro concepto de Dios debe corresponder a la realidad, sino que nosotros solo podemos concebir a Dios a través de metáforas.
En el siglo XX, Ian Ramsey desarrolló la teoría de la analogía, un desarrollo citado luego en numerosos trabajos por Alister McGrath. El argumentó que varios modelos de Dios son proveídos en escritos religiosos que interactúan los unos con los otros: un rango de analogías para la salvación y la naturaleza de Dios. Ramsey propuso que los modelos usados se modifican y califican entre ellos, definiendo los límites de otras analogías.. Como resultado, ninguna analogía por sí misma es suficiente, sino la combinación de cada analogía presentada en las escrituras da una completa y consistente representación de Dios. El uso de otras analogías puede entonces ser usado para determinar si cualquier otro modelo de Dios es abusado o aplicado inapropiadamente.

### Simbolismo

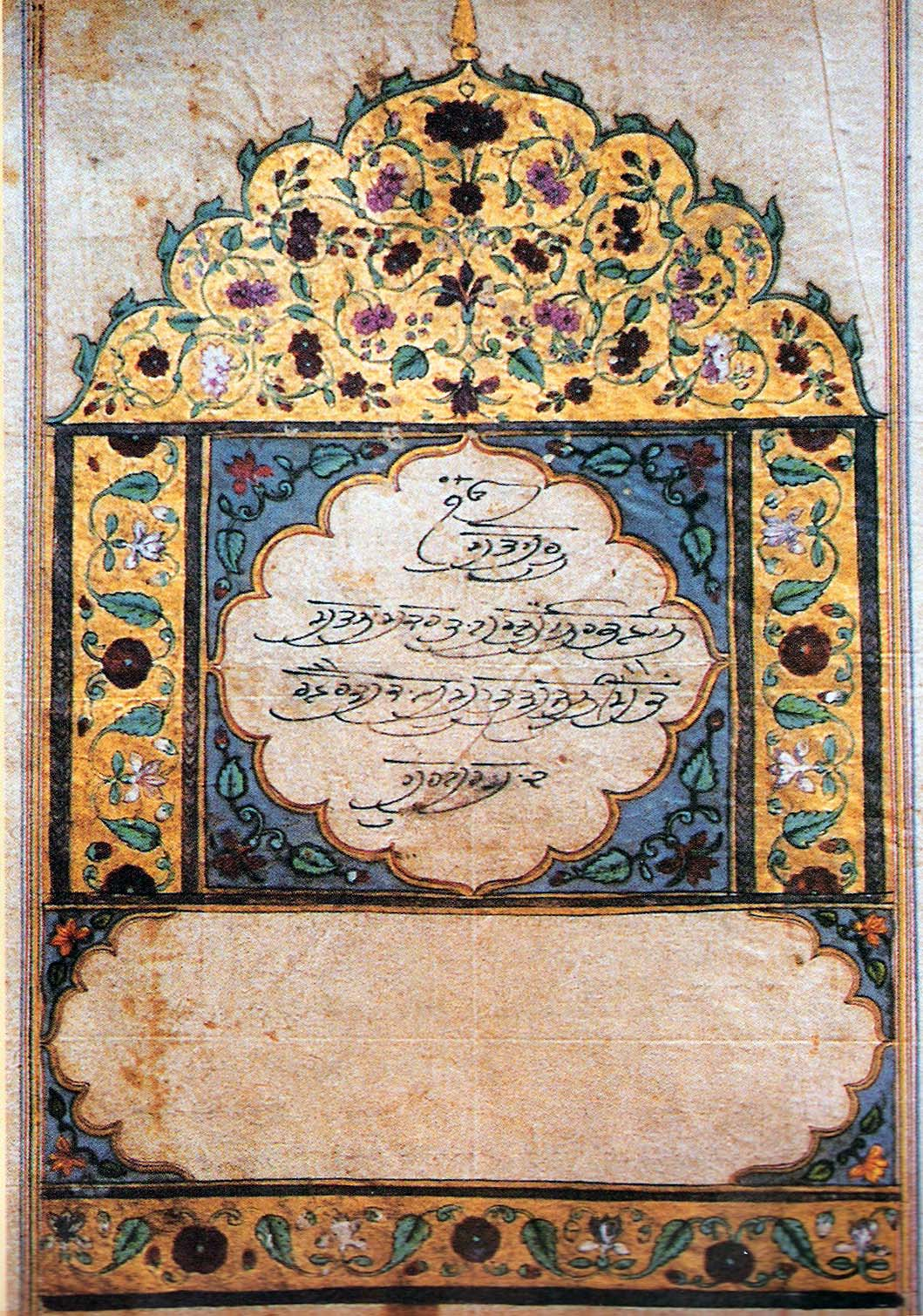
Texto Sij religioso, el Sri Guru Granth Sahib Nishan, en el cual el lenguaje religioso es usado simbólicamente

El filósofo Paul Tillich argumentó que la fe religiosa es mejor expresada a través del simbolismo porque un símbolo apunta a un significado más allá de sí mismo y expresa mejor creencias religiosas trascendentales. Él creía que cualquier declaración sobre Dios es simbólica y participa en el significado de un concepto. Tillich usó el ejemplo de una bandera nacional para ilustrar su punto: una bandera apunta a algo más allá de sí misma, el país que representa, pero también participa en el significado del país. Él creía que los símbolos podían unir a un creyente religioso con una dimensión más profunda de sí mismo así como también con una realidad mayor . Tillich creía que los símbolos deben emerger de una inconsciencia colectiva individual, y solo pueden funcionar cuando son aceptados por el inconsciente. él creía que los símbolos no pueden ser inventados, pero viven y mueren en tiempos apropiados.
Louis Dupré diferencia entre signos y símbolos, proponiendo que un signo apunta a algo mientras que un símbolo lo representa. Un símbolo sostiene su propio significado: en vez de apuntar solamente a alguien hacia otro objeto, toma el lugar de y representa ese objeto. Él cree que un símbolo tiene alguna ambigüedad que no existe con un signo. Dupré cree que un símbolo puede merecer respeto porque contiene su significado dentro de sí mismo. Un símbolo revela una realidad más allá de lo que es realmente percibido y transforma las maneras en las cuales la realidad actual es percibida. Dupré diferencia entre símbolos religiosos y estéticos, sugiriendo que un símbolo religioso apunta hacia algo que "se mantiene por siempre más allá de nuestro alcance". Él propuso que un símbolo religioso no revela la naturaleza de lo que significa, sino que la esconde.
Langdon Brown Gilkey explicó el lenguaje religioso y la experiencia en términos del simbolismo, identificando tres rasgos característicos del simbolismo religioso los cuales lo distinguen de otros usos del lenguaje. Primero, el simbolismo religioso tiene doble enfoque, refiriéndose tanto a algo empírico y a algo trascendente; Gilkey argumentó que la manifestación empírica apunta hacia el ser trascendental. Segundo, él creía que el simbolismo religioso plantea preguntas fundamentales de vida, involucrando asuntos importantes para un individuo o comunidad. Finalmente, argumentó que los símbolos religiosos proveen estándares sobre los cuales la vida debería ser vivida.
En el texto religioso sij el Gurú Granth Sahib, el lenguaje religioso se emplea de forma simbólica y metafórica. En el texto, los gurús sij repiten que las experiencias que tienen mientras meditan son inefables, irreconocibles, incomprensibles, y no pueden ser conceptualizados Para vencer esto, los Gurus Sij usaron lenguaje simbólico y metafórico, asumiendo que hay un parecido entre la experiencia mística de lo divino (el sabad) y aquellos que la experimentan. Por ejemplo, la luz representa la realidad espiritual.

### Mito
William Paden argumentó que el lenguaje religioso usa mito para presentar verdades a través de historias. Él argumentó que para aquellos que practican una religión, los mitos no son mera ficción, sino que proveen verdades religiosas. Paden creía que un mito debe explicar algo en el mundo con referencia a un ser sagrado o fuerza, y calificó cualquier mito que no lo hacía como "Folclore". Usando el ejemplo del mito de la creación, él diferenció a los mitos de las hipótesis científicas, las cuales pueden ser científicamente verificadas y no revelan una verdad más grande; un mito no puede ser analizado en la misma manera que una teoría científica.

El teólogo luterano Rudolf Bultmann propuso que la Biblia contiene contenido existencial el cual está expresado a través de la mitología; Bultmann buscó encontrar las verdades existenciales detrás del velo de la mitología, una tarea conocida como "desmitificar". Bultmann hizo una distinción entre el lenguaje informativo y el lenguaje con importancia personal, el cual comanda obediencia . Él creía que Dios interactúa con los humanos como la divina Palabra, percibiendo un carácter lingüístico inherente a Dios, el cual busca proveer a los humanos con auto entendimiento. Bultmann creía que la integración cultural de la Biblia podría ser superada al desmitificar a la Biblia, un proceso el cual él creía podría permitir a los lectores un mejor encuentro con la palabra de Dios.
Él filósofo cristiano John Hick creía que el lenguaje de la Biblia debería ser desmitificado para ser compatible con el naturalismo. Él ofreció una Cristología desmitificada, argumentando que Jesús no era Dios encarnado, sino un hombre con una increíble experiencia de realidad divina. Para Hick, llamar a Jesús el Hijo de Dios era una metáfora usada por los seguidores de Jesús para describir su compromiso con lo que Jesús representaba. Hick creía que desmitificar la encarnación le daría sentido a la variedad de religiones del mundo y les daría una validez equitativa como una manera de encontrar a Dios.

## Explicaciones alternativas del lenguaje religioso

### Política
El filósofo del islam Carl Ernst ha argumentado que el lenguaje religioso es comúnmente político, especialmente en la esfera pública, y que su propósito es persuadir a las personas y establecer autoridad, así como transmitir información. Él explica que las críticas modernas al Oeste hechas por algunos sectores del Islam son una reacción ideológica al colonialismo, que usa intencionalmente el mismo lenguaje que los colonialistas. Ernst argumenta que cuando es usado retóricamente, el lenguaje religioso no puede ser tomado al pie de la letra debido a sus implicaciones políticas .

### Performativa
Peter Donovan argumenta que la mayoría del lenguaje religioso no se trata de hacer declaraciones verídicas; en vez de eso, es usado para alcanzar ciertas metas. Él denota que el lenguaje puede ser usado de maneras alternativas más allá de hacer declaraciones de hechos, como expresar sentimientos o hacer preguntas. Donovan llama a muchos de estos usos performativos, ya que sirven para representar una cierta función dentro de la vida religiosa. Por ejemplo, las palabras "Yo prometo" representan la acción de prometerse a sí mismos – Donovan argumenta que la mayoría del lenguaje religioso cumple esta función . Ludwig Wittgenstein también propone que el lenguaje podría ser performativo y presenta una lista de los diferentes usos del lenguaje. Wittgenstein argumentó que "el significado del lenguaje está en el uso", tomando el uso del lenguaje como algo performativo. El filósofo J. L. Austin argumentó que el lenguaje religioso no es solo cognitivo sino que puede representar actos sociales, incluyendo votos, bendiciones, y el dar nombres a los niños Él distinguió a las declaraciones performativas como aquellas que no solo describen una situación, sino que las traen. El historiador de la religión Benjamin Ray usa el desempeño de rituales dentro de las religiones como evidencia de una interpretación performativa del lenguaje. Él argumenta que el lenguaje de los rituales puede desempeñar tareas sociales: cuando un sacerdote anuncia que un evento espiritual ha ocurrido, aquellos presentes lo creen debido a la autoridad espiritual del sacerdote. Él creía que el significado de un ritual está definido por el lenguaje usado por el hablante, el cual está definido culturalmente como un agente superhumano.

### Imperativa
El filósofo británico R. B. Braithwaite intentó abordar al lenguaje religioso empiricamente y adoptó la idea de Wittgenstein de "significado como uso". Él comparó a las declaraciones religiosas con las declaraciones morales porque ambas eran no descriptivas pero aun así tienen un uso y un significado; ellos no describen al mundo, sino a las actitudes de los creyentes hacia éste. Braithwaite creía que la diferencia principal entre una declaración religiosa y una moral era que las declaraciones religiosas son parte de un sistema lingüístico de historias, metáforas y parábolas.
El profesor Nathan Katz escribe sobre la analogía de un edificio en llamas, usado por el Buddha en el Sutra del loto, el cual muestra al lenguaje religioso como imperativo. En la analogía, un padre ve a sus hijos en la cima de un edificio en llamas. Él los persuade de irse, pero solo al prometerles juguetes si se van. Katz argumenta que el mensaje de la parábola no es que el Buddha ha estado diciendo mentiras; en vez de esto, él cree que el Buddha estaba ilustrando el uso imperativo del lenguaje. Katz creía que el lenguaje religioso es un imperativo y una invitación, en vez de una declaración verídica.

## Desafíos al lenguaje religioso

### David Hume
En la conclusión de su Investigación sobre el entendimiento humano, el filósofo Escocés David Hume argumentó que las declaraciones que hacen afirmaciones sobre la realidad deben ser verificadas por experiencia, y descartó aquellas que no podían ser verificadas como sin sentido. Hume consideró la mayoría del lenguaje religioso como no verificable por experimentación por lo que lo descartó.
Hume criticó la visión de que no podemos hablar sobre Dios, y propuso que su visión no es diferente de la visión escéptica de que no puede hablarse de Dios. Él no estaba convencido de la teoría de la analogía de Aquino y argumentó que los atributos de Dios deben ser completamente diferentes de los atributos humanos, haciendo que las comparaciones entre los dos sean imposibles. El escepticismo de Hume influenció el movimiento positivista lógico del siglo veinte.

### Positivismo lógico
El movimiento positivista lógico se originó en el Círculo de Viena y fue continuado por el filósofo Británico A. J. Ayer. El Círculo de Viena adoptó la distinción entre proposiciones analíticas y sintéticas: las proposiciones analíticas son aquellas cuyo significado está contenido dentro de las palabras mismas, como las definiciones, tautologías o proposiciones matemáticas, mientras que las proposiciones sintéticas hacen afirmaciones sobre la realidad. Para determinar si una proposición sintética tiene significado, el Círculo de Viena desarrolló una teoría del verificacionismo del significado, la cual propone que una proposición sintética tenga significado cognitivo, su veracidad debe ser verificable empíricamente. Debido a que afirmaciones acerca de Dios no pueden ser verificadas empíricamente, los positivistas lógicos argumentaron que las proposiciones rqeligiosas carecen de significado.
En 1936, Ayer escribió Lenguaje, verdad y lógica, en el cual él aseguró que el lenguaje religioso carece de significado. Él presentó una fuerte posición empírica, argumentando que todo el conocimiento debe venir de las observaciones del mundo o ser necesariamente verdad, como las declaraciones matemáticas. Al hacer esto, el rechazó a la metafísica, la cual considera la realidad de un mundo más allá del mundo natural y la ciencia. Debido a que está basado en la metafísica y es por esto no verificable, Ayer calificó al lenguaje religioso, así como también a las declaraciones sobre ética o estética, como carentes de sentido . Ayer desafió el significado de todas las declaraciones sobre Dios – teístas, ateas y agnósticas – argumentando que todas son igualmente carentes de sentido porque todas discuten la existencia de un ser metafísico y no verificable.
El filósofo austriaco Ludwig Wittgenstein finalizó su Tractatus logico-philosophicus con la proposición de que "sobre aquello que no puede ser expresado debemos guardar silencio." Beverly y Brian Clack han sugerido que debido a esta afirmación, Wittgenstein fue tomado por un positivista por muchos de sus discípulos porque hizo la distinción entre lo que puede ser hablado y lo que no. Ellos argumentan que su interpretación es inexacta porque Wittgenstein mantuvo lo místico, lo cual no puede describirse, como importante. Más que rechazar lo místico como carente de significado, como hicieron los positivistas lógicos, Wittgenstein creía que mientras los hechos del mundo se mantienen iguales, la perspectiva desde la cual son vistos variará.

### Falsificación
El principio de la falsificación ha sido desarrollado como una teoría alternativa por la cual puede ser posible distinguir entre aquellas declaraciones religiosas que potencialmente pueden tener significado, y aquellas que carecen de significado. Éste propone que la mayoría del lenguaje religioso es infalsificable porque no hay manera de que podría ser comprobado como falso empíricamente. En un artículo hito publicado en 1945, el filósofo analítico Antony Flew argumentó que una declaración significativa debe simultáneamente afirmar y negar una situación; por ejemplo, la declaración "Dios nos ama" afirma que Dios nos ama y niega que Dios no nos ama. Flew mantuvo que si un creyente religioso no podía decir qué circunstancias deberían existir para que sus declaraciones sobre Dios sean falsas, entonces éstas eran infalsificables y carentes de sentido.
Utilizando la parábola del jardinero invisible de John Wisdom, Flew intentó demostrar que el lenguaje religioso es infalsificable. La parábola cuenta la historia de dos personas que descubren un jardín en una isla desierta; una cree que es atendido por un jardinero, la otra cree que fue formado naturalmente, sin la existencia de un jardinero. Los dos buscan al jardinero pero nunca lo encuentran; el no-creyente consecuentemente mantiene que no hay jardinero, mientras que el creyente racionaliza su no aparición al sugerir que el jardinero es invisible y no puede ser detectado. Flew sostuvo que si la interpretación del creyente es aceptada, no queda nada del jardinero original. Él argumentó que los creyentes religiosos tienden a adoptar racionalizaciones homólogas en respuesta a cualquier desafío aparente a sus creencias por parte de evidencia empírica; y éstas creencias consecuentemente sufren una "muerte por mil calificaciones" al ser calificadas y modificadas tanto que terminan aseverando nada significativo. Flew aplicó sus principios a las declaraciones religiosas como el amor de Dios para los humanos, argumentando que si son aserciones significativas éstas negarían una cierta situación de los hechos. Él argumentó que cuando son afrontados con evidencia en contra de la existencia de un Dios amoroso, como la enfermedad terminal de un niño, los teístas calificaran sus aserciones para permitir tal evidencia; por ejemplo podrían sugerir que el amor de Dios es diferente al amor humano. Tales calificaciones, Flew argumentó, hacen que la proposición original carezca de sentido; él cuestionó lo que el amor de Dios realmente promete y lo que no garantiza, y propuso que el amor calificado de Dios no promete nada y se vuelve inútil.
Flew mantuvo en muchas de sus publicaciones subsecuentes el criterio de falsificabilidad para el significado; pero más tarde en su vida se retractó de ésta aserción en específico en su trabajo de 1945 que dice que todo el lenguaje religioso es infalsificable, y por lo tanto carente de sentido. Enfocándose específicamente en la ciencia emergente de la genética molecular (la cual no existía al momento de su trabajo original), Flew eventualmente se convenció de que la complejidad que esto revelaba en los mecanismos de la reproducción biológica podrían no ser consistentes con el tiempo que se conoce que estaba disponible para que la evolución en la Tierra ocurriera; y que esto potencialmente sugería una prueba válidamente empírica por la cual la aserción "no hay un Dios creador" puede ser falsificada; "el último trabajo que he visto muestra que el universo físico presente da muy poco tiempo para que éstas teorías de la abiogenesis logren hacer el trabajo." 
Es una presuposición para aplicar el principio de falsificación al lenguaje religioso que algunas aserciones de las creencias religiosas o no creencias podrían potencialmente haber sido establecidas puramente desde la evidencia empírica, incluso si ninguna lo hubiera sido. Cuando el escéptico reta al creyente a aplicar una prueba de falsificación a sus aserciones de una creencia, hay una implicación subyacente de que si esa prueba lograra pasarse, el escéptico estaría entonces persuadido de acceder a esas aserciones particulares del creyente –  incluso si el creyente no hubiese abandonado sus creencias de haber fallado la prueba. En cuyo caso, las creencias del escéptico persuadido tendrían significado. Flew, en sus últimos años, se consideró a sí mismo tal escéptico persuadido, y por lo tanto aceptó el término Deísta como una descripción válida de su punto de vista religioso.  Flew no obstante mantuvo que la no falsificabilidad de las aserciones religiosas supuestamente derivaron de la revelación divina presentada por los creyentes dogmáticos, a los cuales el calificó de carentes de sentido.